# Mindwheel
Mindwheel is een computerspel voor diverse platforms. Het spel werd in 1984 uitgebracht voor verschillende homecomputers. De speler speelt een Mind Adventurer en moet op zoek naar de "Wheel of Wisdom". Dit wiel is het enige object dat de planeet die in chaos is gekeerd kan doen terugkeren in zijn originele staat.

## Platforms
| jaar | platform                                 |
| ---- | ---------------------------------------- |
| 1984 | Apple II, Atari 8-bit, Commodore 64, DOS |
| 1985 | Atari ST                                 |